# Sinocalycanthus
Sinocalycanthus é um género botânico pertencente à família Calycanthaceae.